# Picria
Picria, monogenerički biljni rod iz porodice ljuborovki (Linderniaceae). Jedina vrsta je P. fel-terrae. Izvorni areal ove vrste je Assam do južne Kine i zapadne i središnje Malezije, Karolinski otoci (Kosrae).

## Opis
Jednogodišnja je biljka i uglavnom raste u vlažnom tropskom biomu. Rod je opisan u Flora Cochinchinensis 359, 392. 1790.  

## Sinonimi
- Caranga Vahl; Enum. 1: 100 (1805)
- Synphyllium Griff.; Madr. J. Sci. Ser. I. 4: 373 (1836)
- Treisteria Griff.; Notul. 4: 109 (1854)
- Curanga amara Juss.; Vahl, Enum. Pl. 1: 100 (1804)
- Curanga fel-terrae (Lour.) Merr.; Interpr. Herb. Amboin. 467 (1917)
- Curanga melissifolia A.Juss.; Ann. Mus. Hist. Nat. Paris 9: 320 (1807)
- Curanga torenioides Steud.; Nom. ed. II. 1: 455 (1840)
- Gratiola amara (Juss.) Roxb.; Hort. Bengal.: 4 (1814)
- Herpestis amara (Vahl) Benth.; Scroph. Ind.: 30 (1835)
- Synphyllium torenioides Griff.; Madr. J. Sci. Ser. I. 4: 373 (1836)
- Treisteria assamica Griff.; Notul. 4: 111 (1854)